# Obed Dlamini
Obed Dlamini (ur. 4 lipca 1937 w Mhlosheni, zm. 18 stycznia 2017 w Johannesburgu) – suazyjski polityk, w latach 1989–1993 premier Suazi.
Wywodził się z rodziny królewskiej Dlamini. Uczył się w Suazi, po czym do 1964 roku pracował jako nauczyciel. Później przeszedł do pracy w przedsiębiorstwach prywatnych i został sekretarzem Federacji Unii Handlowych Suazi. W 1989 został premierem, funkcję utracił cztery lata później po wyborach parlamentarnych. Został później członkiem Liqoqo, organu doradczego monarchy. Należał następnie do partii Narodowy Kongres Wyzwolenia Ngwane, z ramienia której reprezentował w parlamencie dystrykt Manzini.
Zmarł w 2017 w szpitalu w Johannesburgu wskutek powikłań po przebytym trzy lata wcześniej udarze i komplikacji związanych z cukrzycą.